# 大蘇盧克湖
51°18′18″N 134°20′31″E / 51.305°N 134.3419°E
大蘇盧克湖（俄语：Большой Сулук），是俄羅斯的湖泊，位於該國東南部哈巴羅夫斯克邊疆區，長1.3公里、寬0.4公里，海拔高度1,331米，湖岸線長度3公里，最大水深30.5米。